# Оиде, Кацунобу
Кацуно́бу О́иде (яп. 生出勝宣, англ. Katsunobu Oide) (р. 1952) — японский физик, специалист в области физики ускорителей, автор и соавтор более 350 публикаций.

## Биография
Родился в Токио, закончил Токийский университет в 1975 году, в 1980 там же получил степень PhD, с работой, посвящённой исследованию гравитационного излучения. С 1981 года работал в лаборатории KEK, сначала над созданием и запуском электрон-позитронного коллайдера TRISTAN, в дальнейшем, с 1989 года, над сооружением B-фабрики в Японии KEKB, с 1997 года в качестве руководителя работ. Помимо этого участвовал в разработке оптики финального фокуса для линейного коллайдера в лаборатории SLAC, и тестового накопительного кольца-охладителя KEK-ATF для получения сверхмалого эмиттанса пучков электронов и позитронов. С 1986 года был ключевым разработчиком программы Strategic Accelerator Design (SAD) для расчёта динамики пучков в ускорителях. В 2000-х предложил сооружение коллайдера нового поколения SuperKEKB, став одним из ключевых его разработчиков. В 2015 году, уйдя на пенсию в KEK, переместил свою активность в ЦЕРН, включившись в разработку будущего коллайдера FCCee.

## Научная деятельность
В 1988 году, изучая фокусировку в место встречи на линейном коллайдере открыл фундаментальное ограничение, связанное с синхротронным излучением в поле фокусирующих квадрупольных линз.
Тогда же совместно с Каору Юкойя впервые предложил использование крабовых резонаторов для локализованного разворота сгустков и обеспечения лобового столкновения в коллайдерах с пересечением под углом. Намного позже эта схема была успешно применена на KEKB.
В 1990-х, занимаясь запуском коллайдера KEKB, изучал неустойчивости, связанные с образованием электронных облаков в накопителе позитронов, и разработал подходы к их подавлению.

## Награды
- Премия Нишикавы (1989) — за исследование финального фокуса линейного коллайдера[5].
- Премия Нишины[англ.] (2001), совместно с Фумихико Такасаки — за открытие нарушения CP-чётности в распадах B-мезонов[6].
- Премия Сувы (2002), совместно с Шин-Ичи Курокава и Сюдзи Эномото — за достижение рекордной светимости на коллайдере KEKB[5].
- Премия Роберта Уилсона (2004), совместно с Джоном Симаном — за техническое лидерство и непосредственный вклад в разработку B-фабрик KEK и SLAC[2].
- Премия Видероэ (2023) — за разнообразный вклад в развитие линейных и циклических коллайдеров[7].

## Публикации
- Katsunobu Oide. Synchrotron-Radiation Limit on the Focusing of Electron Beams (англ.) // Phys. Rev. Lett. : статья. — 1988. — 10 October (no. 61). — P. 1713. — doi:10.1103/PhysRevLett.61.1713.
- Katsunobu Oide and Kaoru Yokoya. Beam-beam collision scheme for storage-ring colliders (англ.) // Phys.Rev.A. — 1989. — 1 July (no. 40). — P. 315. — doi:10.1103/PhysRevA.40.315.
- Katsunobu Oide and Haruyo Koiso. Dynamic aperture of electron storage rings with noninterleaved sextupoles (англ.) // Phys.Rev.E. — 1993. — 1 March (no. 47). — P. 2010. — doi:10.1103/PhysRevE.47.2010.
- Kazuhito Ohmi, Kohji Hirata, and Katsunobu Oide. From the beam-envelope matrix to synchrotron-radiation integrals (англ.) // Phys.Rev.E. — 1994. — 1 January (no. 49). — P. 751. — doi:10.1103/PhysRevE.49.751.
- Kiyoshi Kubo and Katsunobu Oide. Intrabeam scattering in electron storage rings (англ.) // Phys.Rev.ST Accel.Beams. — 2001. — 7 December (no. 4). — P. 124401. — doi:10.1103/PhysRevSTAB.4.124401.
- Katsunobu Oide. KEKB B-factory, the luminosity frontier (англ.) // Prog.Theor.Phys.. — 2009. — 1 July (no. 122). — P. 69. — doi:10.1143/PTP.122.69.
- K. Oide et al. Design of beam optics for the future circular collider e+e− collider rings (англ.) // Phys.Rev.Accel.Beams. — 2016. — 21 November (iss. 19, no. 11). — P. 111005.
- K. Oide & J. Wenninger. FCC-ee: the synthesis of a long history of e+e- circular colliders (англ.) // Eur.Phys.J.Plus. — 2021. — 9 September (iss. 9, no. 136). — P. 924. — doi:10.1140/epjp/s13360-021-01911-0.